# Bader-Hauskapelle

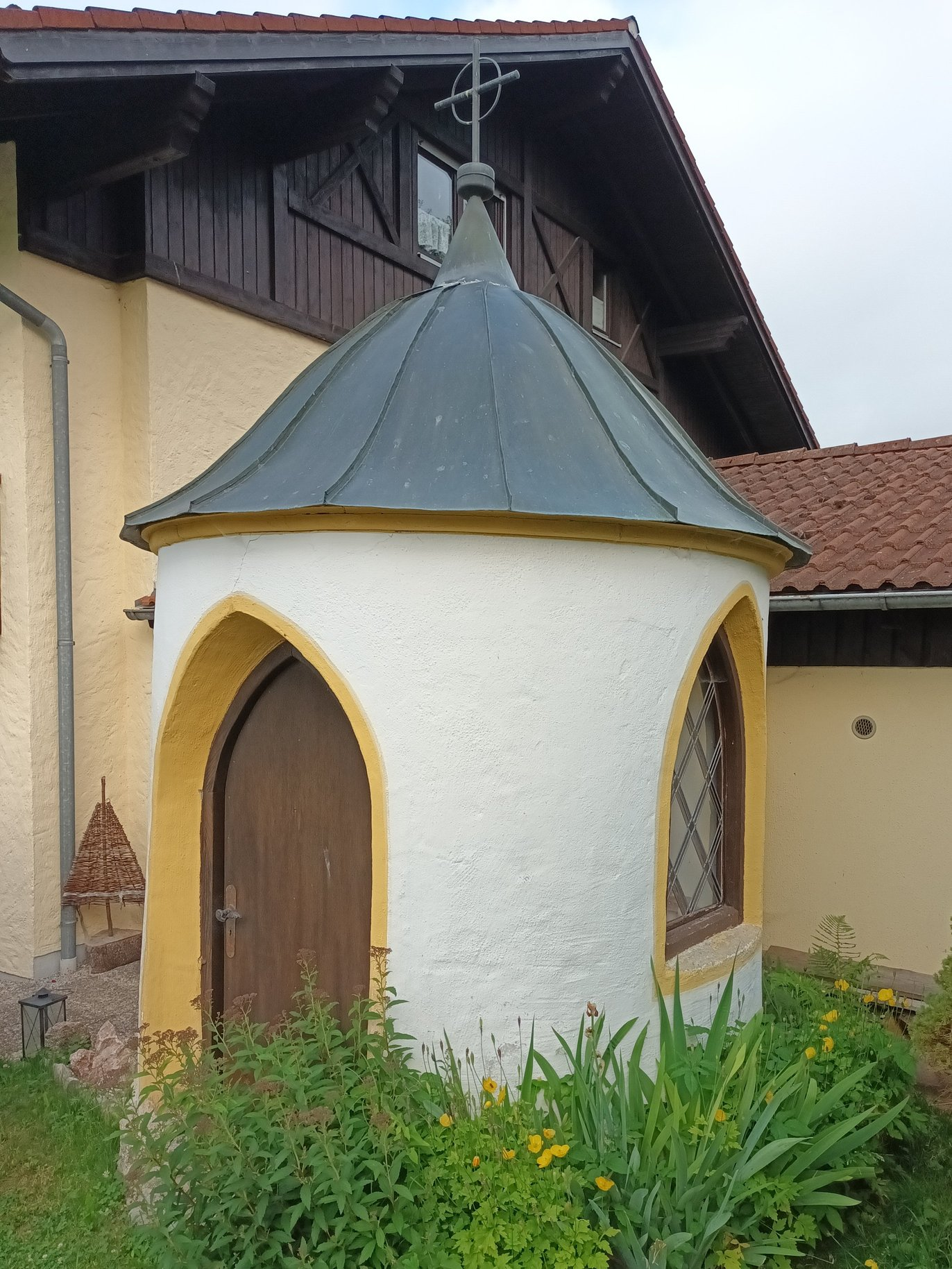
Bader-Hauskapelle

Die Bader-Hauskapelle ist eine römisch-katholische Privatkapelle in Berghof in der bayerisch-schwäbischen Gemeinde Halblech. Das denkmalgeschützte Gebäude wurde im 19. Jahrhundert in neugotischem Stil erbaut.

## Lage
Die Kapelle steht im Garten des Mehrfamilienhauses Im Schlat 1 an der Grundstücksgrenze zur Illasbergstraße, die an der Kapelle vorbei von Bayerniederhofen hinauf nach Berghof führt. Durch das Grundstück fließt ein kleiner Bach.

## Geschichte
Die Kapelle gehörte früher zum Anwesen mit Hausnamen „beim Bader“. Der Name geht auf das Dorfbad und die Arbeitsstätte des Baders an dieser Stelle zurück. Das öffentliche Bad wurde im 17. Jahrhundert infolge der Pest und strengerer Moralvorstellungen geschlossen. Eine Jahreszahl an der Rückseite der Kapelle könnte bedeuten, dass es mindestens seit 1779 eine Vorgängerkapelle gab. Die heutige Kapelle wurde im dritten Viertel des 19. Jahrhunderts errichtet. In den 1980er Jahren kam sie in den Besitz der Eigentümer des benachbarten Hauses Im Schlat 1.

## Architektur und Ausstattung
Das Gebäude ist ein kleiner Rundbau, der mit einem Haubendach aus Kupferblech mit einem Kreuz auf der Spitze bedeckt ist und einen spitzbogigen Eingang hat. Zwei spitzbogige Fenster haben teilweise rautenförmige, gelb-blaue Buntglasstreifen. In der Kapelle ist ein einfacher Altar (um 1870/1880) mit einer Figur des hl. Josef. Die hellblaue, sternenverzierte Runddecke im Nazarener-Stil (Ende 19. Jh.) ähnelt Motiven im nahe gelegenen Schloss Neuschwanstein.